# استودیو چیزو
استودیو چیزو (به انگلیسی: Studio Chizu) استودیوی پویانمایی ژاپنی مستقر در سوگینامی-کو، توکیو ژاپن است که در سال ۲۰۱۱ توسط مامورو هوسودا و یویچیرو سایتو تأسیس شد. استودیو چیزو برنده سه جایزه آکادامی ژاپن برای انیمیشن سال است. لوگو استودیو اشاره به شخصیت اصلی فیلم دختری که در زمان پرش می‌کرد به کارگردانی هوسودا دارد.

## تاریخچه
استودیو چیزو توسط مامورو هوسودا و یویچیرو سایتو تأسیس شد که هر دو با استودیوی پویانمایی مدهاوس ارتباط داشتند. سایتو از ۱۹۹۹ در مدهاوس کار می‌کرد، و تهیه کنندگی مشترک دختری که در زمان پرش می‌کرد به کارگردانی هوسودا را بر عهده داشت. هدف تأسیس استودیو این بود که هوسودا بتواند به عنوان «فیلمساز مؤلف» در آنجا فعالیت داشته باشد، همچنین ایجاد استودیو چیزو برای ساختن فیلم‌هایی که هوسودا می‌خواهد بسازد ضروری بود.
استودیو چیزو به همراه استودیو مدهاوس اولین فیلم بلند خود با نام فرزندان گرگ را تهیه کرد که در سال ۲۰۱۲ اکران شد و گیشه تقریبی ۵۵ میلیون دلاری برای استودیو به ارمغان آورد و اولین جایزه آکادامی ژاپن برای انیمیشن سال را از آن خود کرد. در سال ۲۰۱۳، شرکت فیلمسازی فرانسوی گومون به استودیو چیزو برای توزیع بین‌المللی فیلم‌ها پیشنهاد همکاری داد. این مشارکت در سال ۲۰۱۴ اعلام شد.
در ادامه استودیو فیلم پسر و دیو را تولید کرد که در سال ۲۰۱۵ با درآمد تقریبی ۴۹ میلیون دلار منتشر شد و برای دومین بار برنده جایزه آکادامی ژاپن برای انیمیشن سال شد.
استودیو چیزو فیلم بعدی هوسودا، میرای را در سال ۲۰۱۸ تولید کرد و نامزد جایزه اسکار بهترین فیلم پویانمایی شد. همچنین این فیلم سومین جایزه آکادامی ژاپن برای انیمیشن سال را در مارس ۲۰۱۹ دریافت کرد. فیلم بعدی بل در ۱۵ ژوئیه ۲۰۲۱ در جشنواره فیلم کن ۲۰۲۱ به نمایش درآمد، که مورد استقبال منتقدان قرار گرفت و فیلم با تشویق مداوم ۱۴ دقیقه ای حضار مواجه شد.

## فیلم‌شناسی
| سال  | عنوان       | کارگردان      | نمایشنامه‌نویس                  | موسیقی           | راتن تومیتوز |
| ---- | ----------- | ------------- | ------------------------------ | ---------------- | ------------ |
| ۲۰۱۲ | فرزندان گرگ | مامورو هوسودا | مامورو هوسودا و ساتوکو اوکودرا | ماساکاتسو تاکاگی | ۹۴%          |
| ۲۰۱۵ | پسر و دیو   | مامورو هوسودا | مامورو هوسودا                  | ماساکاتسو تاکاگی | ۹۰%          |
| ۲۰۱۸ | میرای       | مامورو هوسودا | مامورو هوسودا                  | ماساکاتسو تاکاگی | ۹۱%          |
| ۲۰۲۱ | بل          | مامورو هوسودا | مامورو هوسودا                  | تایسه ایواساکی   | ۱۰۰%         |